# La millor jugada
La millor jugada (títol original: The Best of Times) és una pel·lícula estatunidenca dirigida per Roger Spottiswoode el 1986. Ha estat doblada al català.

## Argument
En una petita ciutat de Califòrnia, la vida flueix plàcidament per Jack Dundee, director d'un banc, i Reno Hightower, el seu millor amic, antiga estrella de futbol americà convertit en mecànic en el garatge local. Tot canvia radicalement quan Jack té una ocasió inesperada de venjar-se amb relació a un partit perdut a l'últim minut fa molt de temps.

## Repartiment
- Robin Williams: Jack Dundee
- Kurt Russell: Reno Hightower
- Pamela Reed: Gigi Hightower
- Holly Palance: Elly Dundee
- Donald Moffat: The Coronel
- Margaret Whitton: Darla
- M. Emmet Walsh: Charlie
- Donovan Scott: Eddie
- R. G. Armstrong: Schutte
- Dub Taylor: Mac
- Carl Ballantine: Arturo
- Kathleen Freeman: Rosie
- Tony Plana: Chico
- Kirk Cameron: Teddy
- Robyn Lively: Jacki
- Jeff Doucette: Olin
- Anne Haney: Marcy
- Tracey Gold: amic de Jacki